# ایستگاه برق آبی دنیستر
ایستگاه برق آبی دنیستر (به لاتین: Dniester Hydroelectric Station) یک نیروگاه برقابی در اوکراین است که در استان چرنیوتسی واقع شده‌است.